# Смирнов Олексій Семенович
Олексі́й Семе́нович Смирно́в (рос. Алексей Семёнович Смирнов; 7 лютого 1917 — 7 серпня 1987) — радянський військовий льотчик-винищувач, учасник Другої світової війни, полковник. Двічі Герой Радянського Союзу (1943, 1945).

## Біографія
Народився 7 лютого 1917 року в селі Пальцево (тепер Рамешківський район Тверської області) в селянській родині. Карел. Член ВКП(б) з 1941 року.
Закінчив неповну середню школу. З 1935 року працював слюсарем у залізничному депо станції Калінін.
До лав РСЧА призваний у 1938 році. У тому ж році закінчив Одеську військову авіаційну школу пілотів. Проходив службу у військових частинах винищувальної авіації Московського і Ленінградського військових округів. Брав участь у радянсько-фінській війні 1939—1940 років.
Учасник німецько-радянської війни з червня 1941 року. Воював на винищувачах І-153, І-16, «Аерокобра» на Ленінградському, Волховському, Воронезькому, Північно-Західному, Калінінському, 2-у і 1-у Прибалтійських та 3-у Білоруському фронтах. Пройшов бойовий шлях від командира авіаційної ланки до заступника командира авіаційного полку.
Всього за роки війни здійснив 457 бойових вильотів, у 72 повітряних боях збив особисто 34 й у парі — 1 літак супротивника. Крім того, збив 1 аеростат і знищив 1 літак на землі. За цей час отримав три поранення, у тому числі два — важких.
У повоєнний час продовжив військову кар'єру. З 1945 року командував авіаційним полком. У 1947 році закінчив Вищі льотно-тактичні курси удосконалення офіцерського складу в Липецьку. З 1950 року — старший інструктор-льотчик з техніки пілотування ВПС Московського військового округу.
У 1954 році полковник О. С. Смирнов вийшов у запас. Мешкав у Москві. З 1955 року працював вчителем у середній школі № 144, згодом — інженер на кіностудії навчальних кінофільмів.
Помер 7 серпня 1987 року. Похований на Кунцевському цвинтарі.

## Нагороди
Указом Президії Верховної Ради СРСР від 28 вересня 1943 року за бойові подвиги, мужність і героїзм, виявлені у повітряних боях з авіацією супротивника, заступнику командира ескадрильї 28-го гвардійського винищувального авіаційного полку (5-а гвардійська винищувальна авіаційна дивізія, 6-а повітряна армія, Північно-Західний фронт) гвардії капітану Смирнову Олексію Семеновичу присвоєне звання Героя Радянського Союзу з врученням ордена Леніна і медалі «Золота Зірка» (№ 1213).
Указом Президії Верховної Ради СРСР від 23 лютого 1945 року за успішне командування ескадрильєю та виявлені при цьому мужність і відвагу у повітряних боях у Білорусі і Східній Пруссії, гвардії майор Смирнов Олексій Семенович нагороджений другою медаллю «Золота Зірка» (№ 4182).
Нагороджений двома орденами Леніна (14.08.1942, 29.09.1943), п'ятьма орденами Червоного Прапора (03.12.1941, 03.05.1942, 30.04.1943, 03.09.1944, …), орденом Олександра Невського (11.10.1943), двома орденами Вітчизняної війни 1-го ступеня (15.05.1945, 11.03.1985), орденом Червоної Зірки і медалями.

## Пам'ять
Бронзове погруддя О. С. Смирнова встановлено у місті Рамешки Тверської області.